# Ochranný systém metra

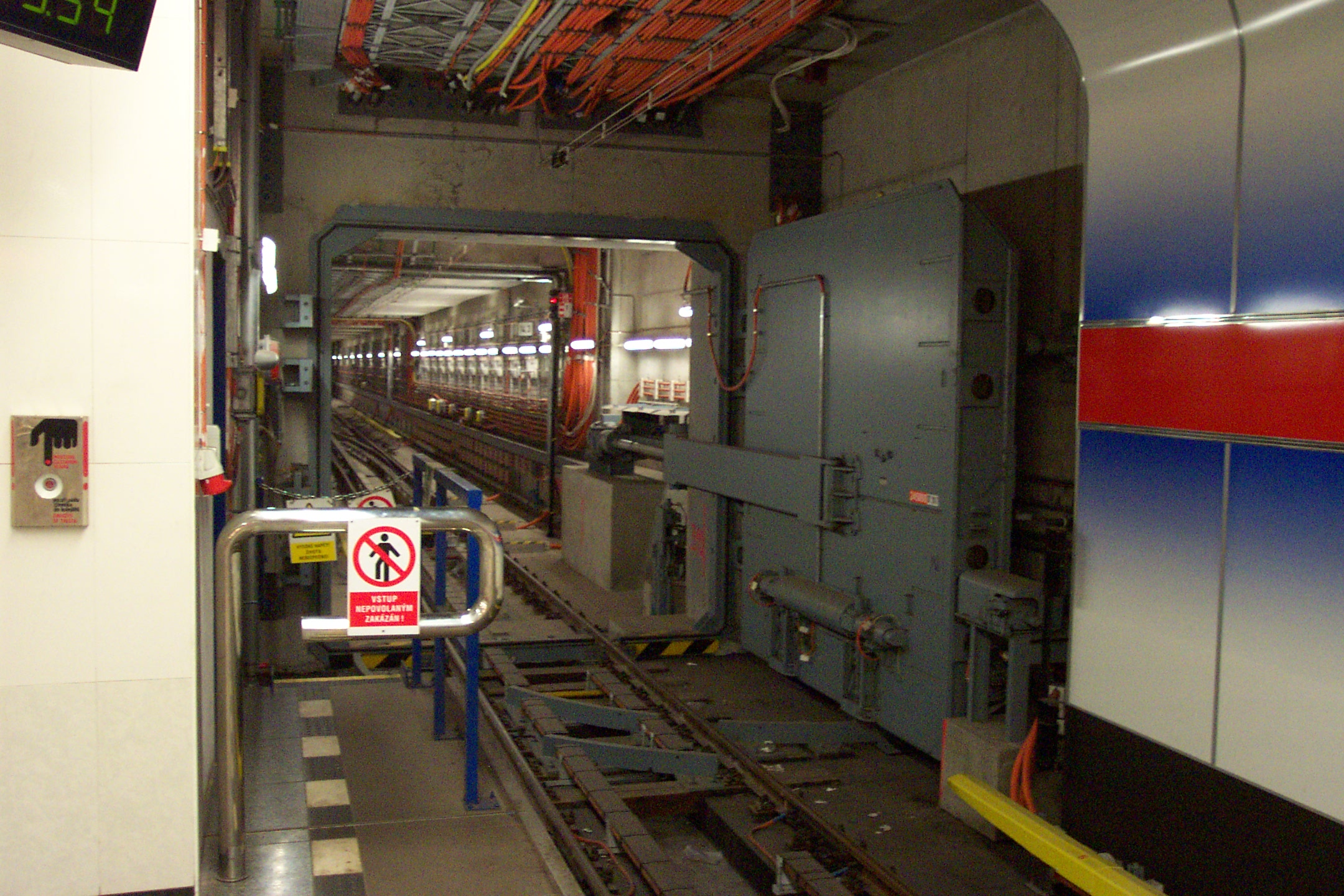
Tlakový uzávěr ve stanici metra Ládví v Praze

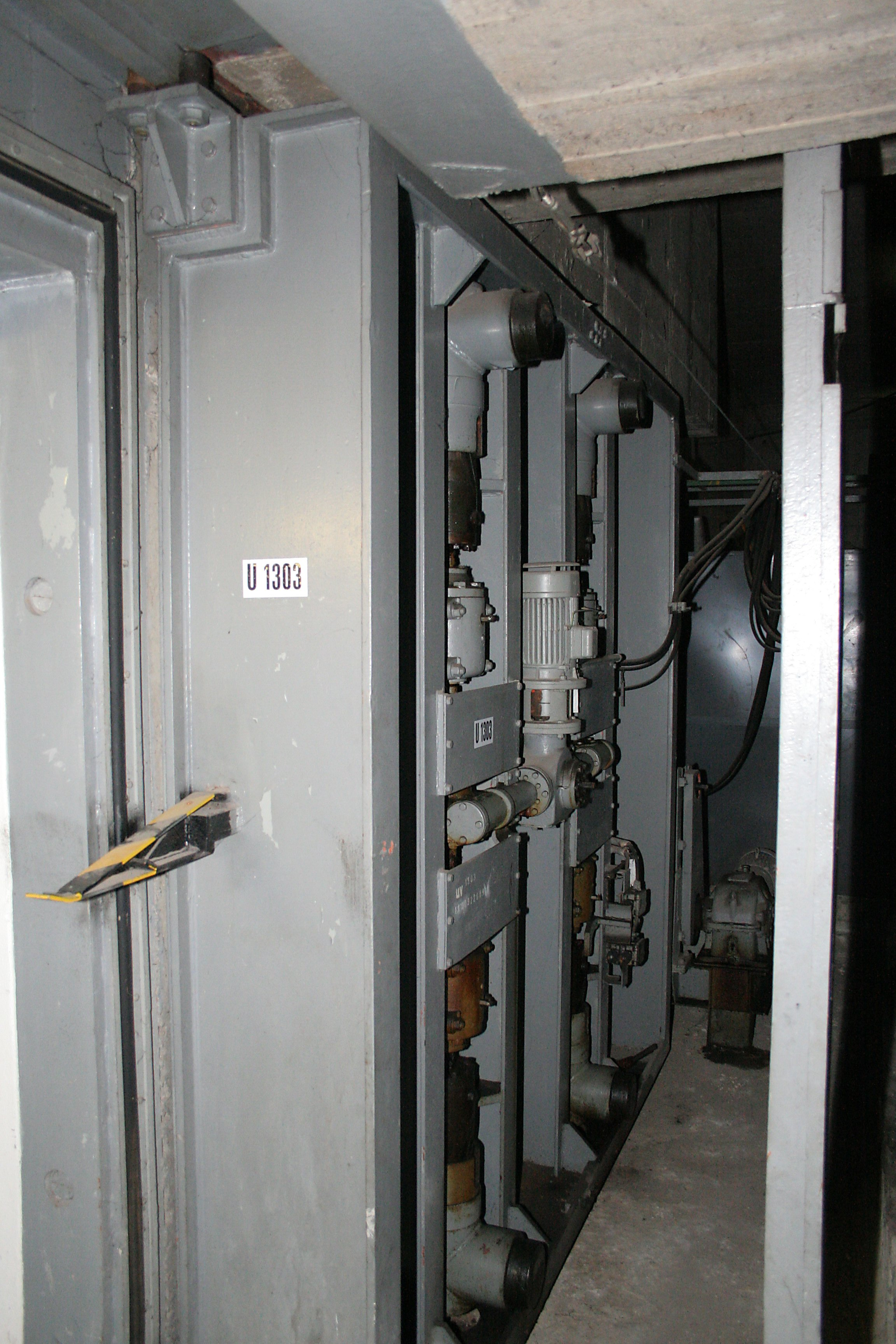
Hermetické dveře ve stanici Opatov

Ochranný systém metra je speciální vybavení sítě metra v některých městech (například Praha, Moskva, Minsk, Taškent, Pchjongjang, Singapur), které umožňuje podzemní část systému v případě ohrožení uzavřít a zajistit její fungování jako krytu civilní obrany (či případného zázemí některých organizací za možné války apod.).
Historicky poprvé sloužilo metro ochraně civilního obyvatelstva v dobách občanské války ve Španělsku v 30. letech 20. století, v Londýně a Moskvě pak v dobách druhé světové války hrála podzemní dráha rovněž roli protileteckého krytu. V časech studené války pak byly celé linky metra navržené (převážně ve Východním bloku) s ohledem na možný jaderný či jiný útok (například spekulované a tajné Metro 2 pod Moskvou).
Podle většiny názorů je ale možnost dlouhodobého bezpečného přežití nukleárního útoku v metru prakticky nulová, neboť datum útoku by muselo být známé minimálně tři měsíce dopředu, aby se šlo zásobit, resp. aby šlo vybudovat velké sklady potravin v dalších tunelech s tím, že by bylo stejně nutné tunely po pár dnech opustit. Proto v západní Evropě a v USA žádné podobné systémy neexistují a jejich význam pro ochranu před samotným jaderným výbuchem je vzhledem ke zranitelnosti metra v konfliktech a rizicích paniky při hromadném úprku mizivý. 

## Povodně v Praze
V pražském metru byl systém aktivován při povodních v roce 2002. Systém však nebyl účinný a došlo k zaplavení metra, některé úseky byly mimo provoz až do března 2003, finanční náklady na opravu dosáhly téměř sedmi miliard korun.
Dle zprávy komise pro vyšetření příčin zaplavení prostor pražského metra patřilo k příčinám zatopení „koncepční i realizačně aktivační neprovázanost, aktivačního plánu ochranného systému (OSM), který byl vybudován pro účely civilní ochrany v případě napadení Prahy zbraněmi hromadného ničení a není koncipován jako mírový protipovodňový systém a povodňového plánu DP - Metro. Pro tento účel mohly být proto využity pouze některé jeho prvky, které zčásti, v důsledku stavebních, nebo údržbových nedostatků, nepřinesly očekávaný  efekt.“ Zpráva dále upozorňuje, že „OSM není ani navržen, ani realizován pro specifické účely ochrany před povodněmi. Jeho využití k ochraně v podzemí shromážděných lidí před průvalovou vlnou z vltavské kaskády, předpokládá jeho plnou aktivaci a kontrolu celé jeho funkce relativně dlouho před vznikem tohoto nebezpečí a při plném energetickém zabezpečení, přičemž doba, po kterou jsou vstupy do metra zatopeny, je řádově kratší, nežli zatopení vlivem povodně a čerpací systém metra je v této době plně v provozu.“